# Atanas Iliew (Eishockeyspieler)
Atanas Iliew (bulgarisch Атанас Илиев; * 2. Februar 1943) ist ein ehemaliger bulgarischer Eishockeytorwart. 

## Karriere
Atanas Iliew nahm für die bulgarische Nationalmannschaft an den Olympischen Winterspielen 1976 in Innsbruck teil. Mit seinem Team belegte er den zwölften und somit letzten Platz. Er selbst kam im Turnierverlauf in vier Spielen zum Einsatz. 